# Красный Бор (Кашинский район)
Красный Бор — деревня в Кашинском городском округе Тверской области.

## География
Находится в юго-восточной части Тверской области на расстоянии приблизительно 39 км на запад по прямой от города Кашин недалеко от левого берега реки Медведица.

## История
Деревня была показана ещё на карте 1825 года. В 1859 году здесь (деревня Кашинского уезда) было учтено 22 двора, в 1976 — 19. До 2018 года входила в состав ныне упразднённого Верхнетроицкого сельского поселения.

## Население
Численность населения: 235человек (1859 год), 4 (русские 100 %) в 2002 году, 5 в 2010.